# Tohi moustachu
Espèce
Statut de conservation UICN

 LC  : Préoccupation mineure
Le Tohi moustachu (Atlapetes albofrenatus) est une espèce d'oiseaux de la famille des Passerellidae.
Cet oiseau est endémique de la cordillère Orientale (Colombie).